# كاس (أغنية)
كاس هي أغنية راب هاردكور، صدرت في 1 أغسطس 2020 في ألبوم (Theory)، على جميع منصات استماع الرقمية، لمغني الراب الجزائري امحمد بوعزدية، المعروف في الوسط الفني بأسم ميدو، هي أغنية هاردكور والتي يتحدث فيها عن نفسه، وعن استيائه وغضبه على عدم توفير الخدمات وعن المنافسين له في مجال الموسيقى، تم إطلاقها في نوفمبر 2020 على منصة يوتيوب.